# Victor Vâlcovici

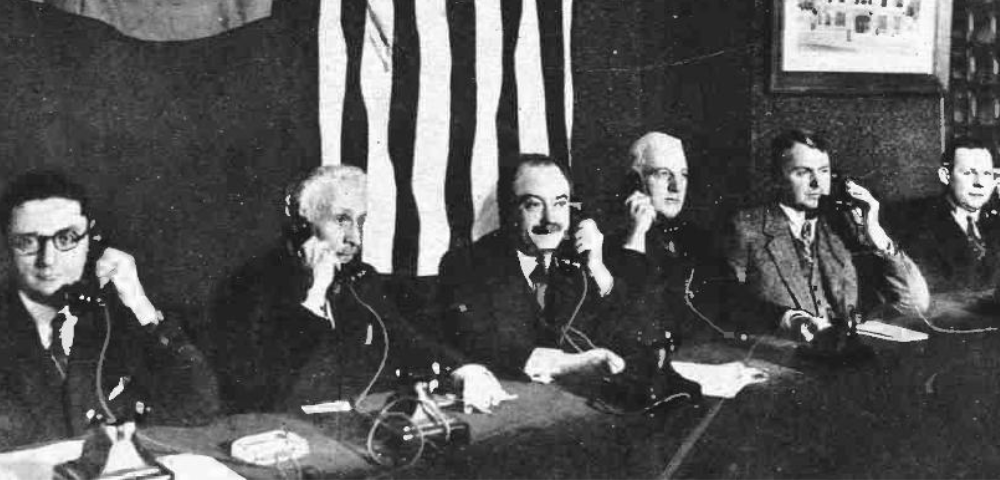
A primeira ligação telefônica de Bucareste para Nova Iorque, em 25 de dezembro de 1931. Vâlcovici é o primeiro da esquerda, seguido por Dimitrie I. Ghika do Foreign Affairs e Grigore Filipescu, presidente da Romanian Telephone Company

Victor Vâlcovici (Galați, 21 de setembro de 1885 – Bucareste, 21 de junho de 1970) foi um matemático romeno.
Foi palestrante do Congresso Internacional de Matemáticos em Oslo (1936).